# Standard Instrument Departure
Een Standard Instrument Departure, of kortweg SID, is een gepubliceerde vluchtroute en procedure waaraan een vliegtuig zich dient te houden na vertrek van een luchthaven op een Instrument flight rules (IFR) - vliegplan. Deze procedure wordt ook wel Departure Procedure (DP) genoemd. De gevolgde route brengt het vliegtuig naar een punt (waypoint) op de gewenste luchtweg, al dan niet via een transitie.

## Beschrijving
Om het vertrekkende vliegverkeer van een vliegveld te kunnen reguleren beschikken de meeste vliegvelden over vooraf gepubliceerde procedures welke vanaf opstijgen gevolgd dienen te worden. De verschillende SID’s krijgen vaak de naam van het waypoint waar ze eindigen plus een eventuele cijfer of lettercode. Voor een vlucht onder IFR regels zal voor vertrek normaal gesproken aan de luchtverkeersleiding een routeklaring worden gevraagd waarbij men te horen krijgt welke SID gevlogen dient te worden.
Een SID bestaat uit verschillende onderdelen:
- Een route gedeelte. Er wordt beschreven welke route gevlogen dient te worden na opstijgen. Het routegedeelte kan variëren van slechts een opdracht de startbaankoers te blijven volgen tot een opdracht met meerdere bochten en zelfs bochtstralen. De route kan lopen langs bijvoorbeeld waypoints, bakens of opgegeven VOR radialen of DME afstanden van bakens.
- Opgegeven minimale of maximale vlieghoogtes en minimale klim gradiënten.
- Opgegeven maximale snelheden bij bepaalde delen van de route.
- Een opdracht om op bepaalde momenten radiocontact te maken met een andere verkeersleider.

Er zijn verschillende redenen waarom SID’s gebruikt worden. In de eerste plaats zorgen ze voor het makkelijker regulieren van het verkeer rond de luchthaven. Vooral op vliegvelden met verschillende landingsbanen en gelijktijdig vertrekkend en aankomend verkeer zijn ze van grote waarde voor de verkeersleiding. Een SID kan helpen om veilig te vertrekken van vliegvelden die omringd worden door hoog terrein. Ook dienen SID’s om bepaalde gebieden te beschermen tegen geluidsoverlast.